# Midden-Silezisch voetbalkampioenschap 1921/22
In 1921/22 werd het tweede Midden-Silezisch voetbalkampioenschap gespeeld, dat georganiseerd werd door de Zuidoost-Duitse voetbalbond. De competitie was een tussenstation tussen de regionale competities en de Zuidoost-Duitse eindronde. De Breslauer Sportfreunde werden kampioen en plaatste zich voor de Zuidoost-Duitse eindronde. De club werd kampioen, maar plaatste zich niet voor de eindronde om de Duitse landstitel omdat hier een aparte eindronde voor gespeeld werd die door Viktoria Forst gewonnen werd.

## 1. Klasse

### Gau Breslau
Vereinigte Breslauer Sportfreunde werd kampioen.

### Gau Oels
| Plaats | Club                | Wed. | W | G | V | Saldo | Ptn   |
| ------ | ------------------- | ---- | - | - | - | ----- | ----- |
| 1.     | MTV 1862 Oels       | 8    | 7 | 1 | 0 | 41:09 | 15:01 |
| 2.     | SSC 1901 Oels       | 7    | 3 | 1 | 3 | 11:11 | 07:07 |
| 3.     | TSV Vorwärts Oels   | 5    | 2 | 0 | 3 | 15:15 | 04:06 |
| 4.     | SC 1910 Treibnitz   | 5    | 1 | 0 | 4 | 07:19 | 02:08 |
| 5.     | SC Wacker Bernstadt | 3    | 0 | 0 | 3 | 00:20 | 00:06 |

|  | Geplaatst voor eindronde |
|  | Degradatie               |

### Gau Brieg
| Plaats | Club             | Wed. | W | G | V | Saldo | Ptn   |
| ------ | ---------------- | ---- | - | - | - | ----- | ----- |
| 1.     | SC Brega Brieg   | 6    | 6 | 0 | 0 | 33:05 | 12:00 |
| 2.     | SV Hertha Brieg  | 7    | 4 | 0 | 3 | 20:12 | 08:06 |
| 3.     | TV Brieg         | 6    | 3 | 0 | 3 | 10:06 | 06:06 |
| 4.     | SC Preußen Brieg | 4    | 1 | 0 | 3 | 04:17 | 02:06 |
| 5.     | SSC Brieg        | 7    | 1 | 0 | 6 | 08:25 | 02:12 |

|  | Geplaatst voor eindronde |
|  | Degradatie               |

### Gau Münsterberg
| Plaats | Club                               | Wed. | W | G | V | Saldo | Ptn   |
| ------ | ---------------------------------- | ---- | - | - | - | ----- | ----- |
| 1.     | Vereinigte Strehlener Sportfreunde | 8    | 6 | 0 | 2 | 16:08 | 12:04 |
| 2.     | RSV Hertha Münsterberg             | 8    | 5 | 1 | 2 | 19:15 | 11:05 |
| 3.     | SuSV 1910 Frankenstein             | 8    | 4 | 1 | 3 | 14:14 | 09:07 |
| 4.     | VfB Glatz                          | 7    | 2 | 0 | 5 | 01:01 | 04:10 |
| 5.     | SC Sparta Wansen                   | 7    | 1 | 0 | 6 | 05:27 | 02:12 |

De competitie was nog niet afgelopen toen de eindronde moest beginnen waarop toenmalig leider Hertha Münsterberg afgevaardigd werd. 
|  | Geplaatst voor eindronde |
|  | Degradatie               |

## Eindronde

### Halve finale
|               |               |       |                                   |      |
| 12 maart 1922 | MTV 1862 Oels | 3 – 0 | Vereinigte Breslauer Sportfreunde | Oels |
| 12 maart 1922 |               |       |                                   | Oels |

|               |                   |       |                        |          |
| 12 maart 1922 | SC Brega 09 Brieg | 3 – 0 | RSV Hertha Münsterberg | Strehlen |
| 12 maart 1922 |                   |       |                        | Strehlen |

### Finale
|               |                                   |       |                   |         |
| 19 maart 1922 | Vereinigte Breslauer Sportfreunde | 3 – 0 | SC Brega 09 Brieg | Breslau |
| 19 maart 1922 |                                   |       |                   | Breslau |